# Rapid City Journal
De Rapid City Journal is een Amerikaans dagblad uit Rapid City (South Dakota). Het is de grootste krant van South Dakota na de Argus Leader. Ze verslaat nieuws uit de Black Hills en het Pine Ridge Indian Reservation. De krant gaat terug op de Black Hills Journal uit 1878. De Rapid City Journal Media Group geeft behalve deze krant ook The Chadron Record uit Chadron (Nebraska) uit.